# 敘利亞-瑪拉巴禮天主教珀德拉沃蒂教區
敘利亞-瑪拉巴禮天主教珀德拉沃蒂教區（拉丁語：Eparchia Bhadravathensis）是東儀天主教的一個教區（敘利亞－瑪拉巴禮），受代利傑里總教區管轄。
教區成立於2007年8月21日，包括印度卡納塔克邦中西部希莫加縣和奇克馬加盧爾縣。2012年有教友9,391名（佔轄區總人口百分之0.5），由三十九名司鐸名管理廿四個堂區。現任教區主教為若瑟·埃魯瑪傑達特。